# دراسنهوفن
دراسنهوفن (به آلمانی: Drasenhofen) یک منطقهٔ مسکونی در اتریش است که در ناحیه میستلباخ واقع شده‌است. دراسنهوفن ۱٬۱۴۳ نفر جمعیت دارد.